# صفرانة مخفية الرأس
صفرانة مخفية الرأس (الاسم العلمي:Xanthisma gymnocephalum) هي نوع من النباتات يتبع جنس الصفرانة من الفصيلة النجمية.